# Трибунал
Трибуна́л (лат. tribunal — суди́лище) — судебный орган, преимущественно высший, чрезвычайный суд, нередко (но необязательно) — военный, так или иначе противопоставленный регулярным судам общей юрисдикции.
Название «трибунал» носили суды инквизиции, во Франции в период революций (переворотов) существовали Революционные трибуналы. По образцу Международного военного трибунала в Нюрнберге (в котором шел Нюрнбергский процесс) такое название носили во время своего существования Международный трибунал по бывшей Югославии и Международный трибунал по Руанде. В Польше конституционный суд именуется Конституционным трибуналом. В английском юридическом языке это общий термин для судов разных уровней.

## История
В Древнем Риме «трибунал» — четырехугольное возвышение из камня, земли или дерева, устроенное для должностных лиц, вершивших суд. Сначала был только один трибунал. После увеличения количества преторов, которые вершили суд, было увеличено и количество трибуналов. Все они размещались на форуме. Позже заседание в непогожие дни переносились в базилики и судебные залы.
В XV веке в иерархии католической церкви особое распространение получили инквизиционные трибуналы, созданные по инициативе доминиканского монаха Томаса де Торквемады, который в 1484 году разработал правовую основу их деятельности — так называемый Кодекс инквизиции. Инквизиционные суды преследовали за ересь, богохульство, ведьмовство и другие деяния, рассмотрение которых было отнесено к юрисдикции католической церкви.
Во времена Королевства Польского, Великого княжества литовского и русского и Речи Посполитой суды — сословные благородные апелляционные суды, существовавшие на землях литовской и польской Руси (см. Луцкий трибунал), Литве (см. Главный литовский трибунал) и Польши (см. Коронный суд, Люблинский трибунал) .
В Советском Союзе (в том числе в РСФСР и УССР) существовали революционные трибуналы (1917—1922 годах).
В СССР также действовали военные трибуналы, являвшиеся судами специальной юрисдикции, которые судили военнослужащих и военнообязанных за военные преступления, а также за шпионаж (Положение о военном трибунале от 25 декабря 1958).